# Maurice Dainville
 (novembre 2021).
Si vous disposez d'ouvrages ou d'articles de référence ou si vous connaissez des sites web de qualité traitant du thème abordé ici, merci de compléter l'article en donnant les références utiles à sa vérifiabilité et en les liant à la section « Notes et références ».
Maurice Louis Dainville, né à Paris le 24 avril 1856 où il est mort le 22 janvier 1943, est un peintre et architecte français.

## Biographie
Maurice Louis Dainville est né à Paris le 24 avril 1856 ; il est le fils d'Édouard-Louis François-Dainville et de Louise Naudin. Il épouse le 15 mai 1888 à Paris Blanche Julie Painlevé, sœur de l'homme politique français Paul Painlevé.
Élève aux Beaux-Arts de Paris dans les ateliers de Gustave Boulanger, de Jules Lefebvre et de Luc-Olivier Merson, il se lie d'amitié avec le peintre François de Montholon. À Boulogne-sur-mer, en 1889, il est avec Francis Tattegrain le témoin de mariage du mécène Charles Lebeau.
Il reçoit une mention honorable en 1895 et une médaille de 3e classe en 1896. Il est aussi sociétaire du Salon d'hiver.
Il est également directeur de l'École régionale des beaux-arts d'Angers et architecte du département de Maine-et-Loire.
Actif à Paris, il parcourt également la France et vient dans le Boulonnais avec son ami François de Montholon (Cap Gris-Nez, Wissant, Étaples, Berck en 1886), puis la Somme dans les années 1890. Il découvre la Méditerranée avant la Première Guerre mondiale.
Il meurt le 22 janvier 1943 à son domicile dans le 6e arrondissement de Paris et est inhumé dans la même ville au cimetière du Montparnasse (9e division).